# Vlag van Meuse

Vlag van Meuse

De vlag van Meuse is de niet-officiële vlag van het Franse departement Meuse. Net als de meeste andere departementen van Frankrijk heeft Meuse geen officiële vlag, maar wordt de hier rechts afgebeelde vlag op niet-officiële wijze gebruikt. De vlag is afgeleid van het wapen van dit departement.
De vlag bestaat uit een blauw veld bezaaid met kruisjes, gekruist door een vaste voet van goud, met twee rug-aan-rug staven van hetzelfde ontwerp.
Het ontwerp toont het wapen van het voormalige hertogdom Bar, waartoe het gebied historisch behoorde. De vlag is geïnspireerd op het ontwerp van het wapen dat in 1950 is voorgesteld door Robert Louis.
Naast deze vlag is er een logovlag in gebruik.

Wapen van het hertogdom Bar
Logovlag